# نگرو وودا، کونستانس
شهر نگرو وودا (به رومانیایی: Negru Vodă, Constanţa) در شهرستان کونستانس در کشور رومانی واقع شده‌است. جمعیت این شهر ۵٬۵۲۹ نفر  است.

## نگارخانه

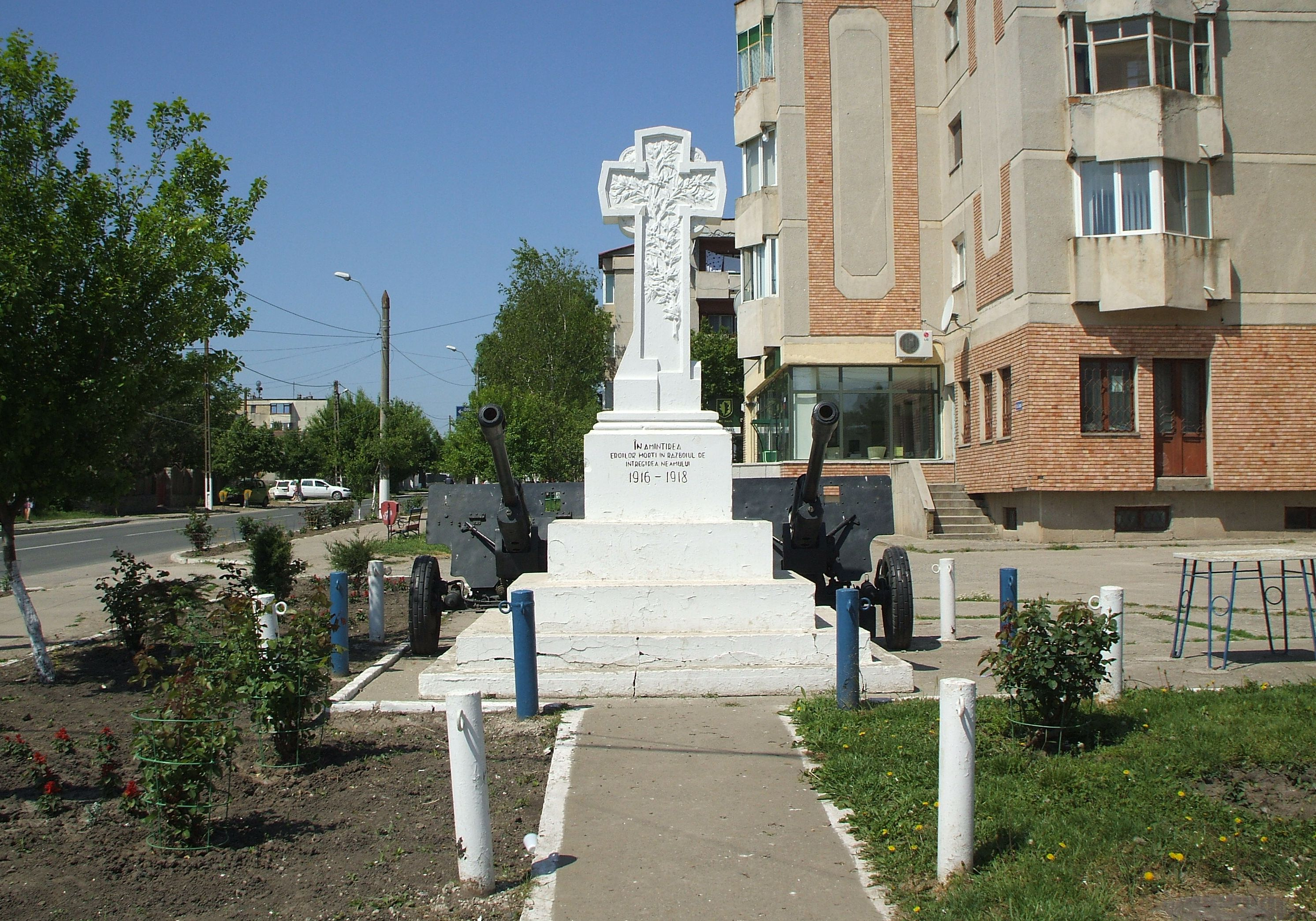